# Арнулф Баварски (генерал)
Арнулф Баварски (Франц Йозеф Арнулф Адалберт Мария Баварски; на немски: Arnulf Prinz von Bayern; Franz Joseph Arnulf Adalbert Maria Prinz von Bayern; * 6 юли 1852, Мюнхен; † 12 ноември 1907, Венеция) е принц от династията на Вителсбахите, баварски генерал-полковник с ранг на генерал-фелдмаршал.

## Биография
Той е третият, най-малък син на Луитполд Баварски (1821 – 1912), принц-регент на Бавария, и съпругата му ерцхерцогиня Августа Фердинанда Австрийска Хабсбург от Австрия-Тоскана (1825 – 1864), дъщеря на великия херцог на Тоскана Леополд II. Баща му е третият син на крал Лудвиг I. Най-големият му брат Лудвиг III (1845 – 1921) е последният крал на Бавария.
Арнулф посещава гимназия и след това университет. През 1868 г. той става лейтенант в Баварската войска. През 1870/1871 г. участва по време на Френско-германската война в боевете при Вьорт, Бомон, Седан и Орлеан също при Обсадата на Париж.
От 1873 до 1876 г. Арнулф завършва „Баварската военна акадмия“. Като хауптман той поема през 1876 г. една компания в охранителната пехота/инфантерия, през 1877 г. става майор и е изпратен в генералния щаб. Арнулф участва след това до 1878 г. в Руско-турската война и след завръщането му се издига на батальон-командир. Той става полковник и генерал-майор. През март 1887 г. той напуска като командир. Той става генерал-лейтенант, 1890 г. генерал на пехотата/инфантерията и след две години командващ генерал. През 1903 г. той е генерал-полковник с ранг на генерал-фелдмаршал и същата година е освободен като командващ генерал.
Арнулф Баварски умира на 12 ноември 1907 г. на 55 години във Венеция, Италия, на път за в къщи след седеммесечна ловна експедиция през Кавказ и Централна Азия. Погребан е в Театинската църква в Мюнхен.

## Фамилия
Арнулф Баварски се жени на 12 април 1882 г. във Виена за принцеса Тереза Мария Йозефа Марта фон Лихтенщайн (* 28 юли 1850, дворец Лихтенщайн; † 13 март 1938, Мюнхен), дъщеря на княз Алойз II фон Лихтенщайн (1796 – 1858) и графиня Франциска Кински (1813 – 1881). Те имат един син:
- Хайнрих Луитполд Баварски (* 24 юни 1884, Мюнхен; † 8 ноември 1916, Монте Зуле при Херманщат), неженен, убит в битка в Трансилвания през Първата световна война.

## Памет
На него е кръстена улицата „Арнулфщрасе“ в Мюнхен и е написан „Принц-Арнулф-Марш“, който още се свири.

## Галерия
- Син, принц Хайнрих Баварски
- Принцеса Тереза фон Лихтенщайн
- Баща, принц-регент Луитполд Баварски
- Майка, Августа Фердинанда Австрийска